# Julie Cash
Julie Cash, född 23 maj 1989 i Dallas i Texas, är en amerikansk porrskådespelerska. Cash startade sin karriär inom porrindustrin 2009. Cash har blivit nominerad två gånger för AVN Awards.

## Filmografi[1][4][5](urval)
- 2009 – Bomb Ass White Booty 13
- 2010 – Ass Ass and More Ass
- 2010 – Bomb Ass White Booty 13
- 2011 – Massive Anal Booty
- 2012 – Phat Ass White Booty 7
- 2012 – Mandingo Massacre 6
- 2012 – Oil Overload 6
- 2012 – Femdom Ass Worship 13
- 2013 – Femdom Ass Worship 21
- 2014 – Femdom Ass Worship 23
- 2014 – Bad Lesbian 2: Very Troubled Girls
- 2015 – Big Butt Girls Club
- 2016 – Pornstar Paradise
- 2016 – Superiority Complex
- 2017 – Mean Bitches POV 15
- 2017 – All Out Ass Attack!
- 2018 – Mean Amazon Bitches 8
- 2018 – Big Curves

## Priser och nomineringar (urval)
- 2012 Urban X Award  – Orgasmic Oralist of the Year[3]
- 2013 NightMoves Award – Best BBW Performer[6]

### Nominerad
- 2015 AVN Awards – Fan Award: Hottest Ass[3]
- 2016 AVN Awards – Fan Award: Most Epic Ass[3]